# 1-й Павликівський провулок (Житомир)
1-й Павликівський провулок — провулок в Богунському районі міста Житомира.

## Характеристики
Розташований на Павликівці. Бере початок з Чуднівської вулиці. Прямує на південний схід. Завершується глухим кутом неподалік берега річки Тетерів. Має відгалуження на схід до парку біля Монумента Слави.

## Історія
Провулок та його забудова сформувалися на початку ХХ століття. 
Перша назва провулка — 3-й Безназванний. Станом на 1915 рік провулок у передмісті Павликівка.
На мапах 1941 — 1942 рр. підписаний як Павликівський провулок. Назва закріплена у 1958 році. Згодом перейменований на 1-й Павликівський провулок.